# 约翰·米夏埃尔·霍彭豪普特
约翰·米夏埃尔·霍彭豪普特（1685年6月25日—1751年9月14日）是巴洛克时期的德国雕塑家和建筑大师。他是大约翰·米夏埃尔·霍彭豪普特（德语：Johann Michael Hoppenhaupt der Ältere，1709年 - 1755年）的父亲。 